# Skate 2
Skate 2 ist ein 2009 erschienenes Computer- bzw. Konsolenspiel, in dem man die Gestalt eines selbst erstellten Charakters annimmt und mit dem man, wie im ersten Teil der Serie versucht (Skate), Ruhm in der Skater-Szene der fiktiven Großstadt New San Vanelona zu erreichen.

## Handlung
Zu Beginn des Spieles sieht man in einer Spielfilmsequenz, wie der Charakter an verschiedenen Persönlichkeiten der Skaterszene vorbei aus einem Gefängnis geführt wird. Dabei sieht man fast nichts von der eigentlichen Spielfigur, da diese noch nicht erstellt wurde. Nach dieser Sequenz werden einem in einem Training die grundlegenden Fähigkeiten des Charakters beigebracht, worauf auch direkt die Möglichkeit besteht, die offene Spielwelt von New San Vanelona zu erkunden. Das Spiel schließt an die Story des Vorgängers an, an dessen Ende San Vanelona zerstört wurde. Sie wurde mit der finanziellen Hilfe der Firma Mongocorp wieder aufgebaut, weshalb es auch an vielen Arealen der Stadt Miet-Cops gibt, die einen vom Skaten abhalten wollen.
Im Laufe des Spiels nimmt man immer wieder an Skate-Contests, Fotoshootings und Filmdrehs teil, und erarbeitet sich so eine angesehene Position in der Szene.

## Neuerungen und nennenswerte Features
- Man kann nun von seinem Board absteigen, und somit zu Fuß Treppen hochlaufen. Außerdem sind dadurch Caveman-Tricks möglich.
- Das Hochladen von längeren selbst editierten Skate-Clips ist möglich.
- Die Bandbreite der verschiedenen Tricks wurde im Gegensatz zum Vorgänger deutlich vergrößert, so kann man nun z. B. Hippy-Jumps ausführen.
- Das Spiel spielt sich in New San Vanelona ab. In der Stadt gibt es einige altbekannte Spots aus dem ersten Teil, aber auch sehr viele neue.
- Der Hall-of Meat-Modus wurde weiterentwickelt. Nun kann man den Körper des Charakters während des Sturzes in bestimmte Positionen bringen, und so verschiedene Aufgaben erfüllen, die einen guten Nebenverdienst darstellen.

## Deutsche Version
- In der deutschen Fassung wurden vom Hersteller 20 T-Shirts, Mützen etc. abgeändert. Dadurch sind die deutsche und die internationale Version im Mehrspieler zueinander inkompatibel.